# Emanoil Beșa
Emanoil Beșa (n. secolul al XIX-lea, Prundu Bârgăului – d. 27 februarie 1919) a fost un deputat în Marea Adunare Națională de la Alba Iulia, Organismul Legislativ Reprezentativ al „Tuturor românilor din Transilvania, Banat și Țara Ungurească”, cel care a adoptat hotărârea privind Unirea Transilvaniei cu România, la 1 decembrie 1918.:p. 54

## Biografie
S-a născut în  Prundul Bârgăului (Bistrița-Năsăud). A urmat cursurile școlii primare în localitatea natală, iar apoi se înscrie la Liceul grăniceresc din Năsăud. Studiile universitare le urmează la Facultatea de Teologie din Sibiu.
Și-a început activitatea profesională ca învățător la Poiana Sibiului, ulterior fiind sfințit și instalat ca preot în localitatea Zlatna, județul Alba, unde a funcționat în anii 1896-1919. Aici, s-a afirmat puternic ca un bun cărturar și iubitor al românismului. Având în vedere activitatea sa, Emanoil Beșa a fost ales printre cei 5 delegați titulari ai cercului Ighiu. A decedat la 27 februarie 1919.:p. 16

## Activitatea politică

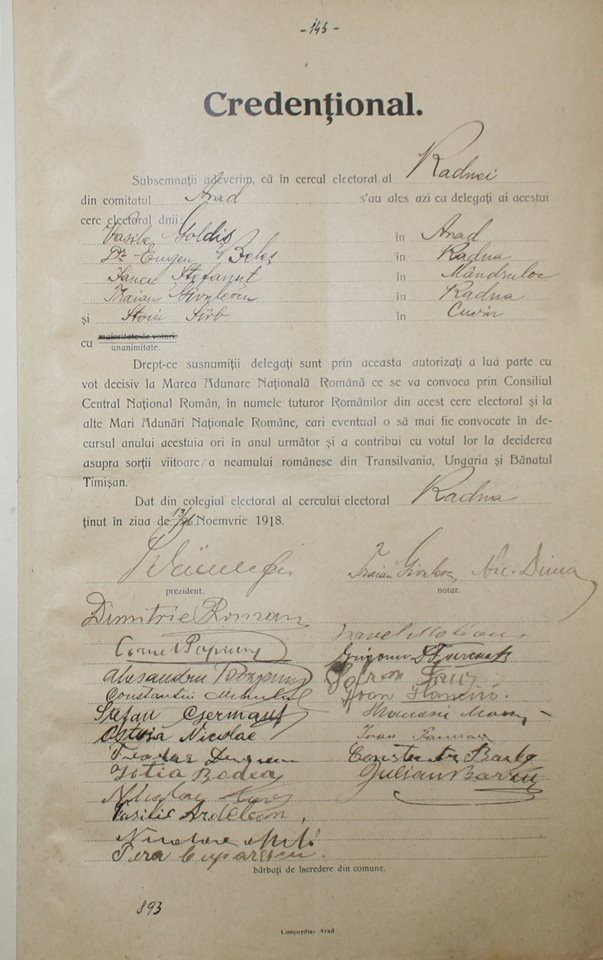
Credențional

A fost delegat să reprezinte cercul electoral  Ighiu ca deputat în Marea Adunare Națională din 1 decembrie 1918.:p. 54:p. 16